# L'été, ça craint
L'été, ça craint (Summer Sucks en version originale) est le huitième épisode de la deuxième saison de la série animée South Park, ainsi que le 21e épisode de l'émission.

## Synopsis
Le dernier jour de classe de l'année, M. Garrison accuse les enfants de la disparition de M. Toque. Ensuite, les vacances d'été sont bientôt gâchées par une nouvelle loi interdisant les pétards et les feux d'artifice au Colorado. Jimbo et Ned décident de trouver un moyen pour tout de même faire un feu d'artifice le 4 juillet. De son côté, Mme le maire est résignée et doit accepter qu'une chenille de suie géante fasse l'attraction principale de la fête nationale à South Park.